# Еремеев, Пётр Павлович
Пётр Павлович Еремеев — советский хозяйственный, государственный и политический деятель.

## Биография
Родился в 1898 году в селе Менюша. Член КПСС с 1931 года.
Участник Первой мировой войны и Гражданской войны. С 1922 года — на хозяйственной, общественной и политической работе. В 1922—1950 гг. — председатель Менюшского сельского Совета, Медведского районного союза молочной кооперации, председатель исполнительного комитета Батецкого районного Совета депутатов трудящихся, заместитель председателя исполнительного комитета Ленинградского областного Совета депутатов трудящихся, один из организаторов строительства оборонительных сооружений на подступах к Ленинграду, член комиссии Ленинградского областного комитета ВКП(б) по руководству северо-восточными районами Ленинградской области, председатель исполнительного комитета Новгородского областного Совета депутатов трудящихся, арестован по ленинградскому делу, освобождён.
Избирался депутатом Верховного Совета СССР 2-го созыва.
Умер в 1990 году в Ленинграде.

## Память
Упомянут на Памятной доске репрессированным руководителям Ленинградской области, установленной в фойе Областного выставочного зала «Смольный» (ул. Смольного, д. 3) в знак благодарности за огромный вклад в оборону Ленинграда, освобождение от немецко-фашистских захватчиков и послевоенное восстановление Ленинградской области.